# オッタビオ・ボテッキア

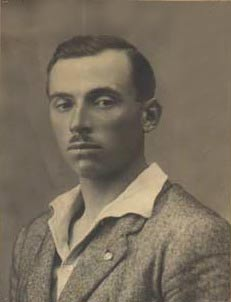
オッタビオ・ボテッキア

オッタビオ・ボテッキア（Ottavio Bottecchia, 1894年8月1日 - 1927年6月15日）は、イタリアの自転車選手。

## 経歴
第一次世界大戦中は、イタリア軍の機関銃士として従軍した。大戦終了時に捕虜になったが、脱走する事に成功した。戦後はプロの自転車選手として活躍する。1923年にジロ・デ・イタリアで5位になったのを皮切りに、同じ年にツール・ド・フランスでステージ優勝を飾り、総合でも2位になった。翌年、フランスの自転車競技チーム、オートモート (Automoto) とプロ契約を結ぶ。
1924年のツール・ド・フランスでは最も有力視された選手の1人であり、第1ステージに勝利し、総合成績1位の選手に与えられる黄色のジャージ（マイヨ・ジョーヌ）を手にすると、一度も手放すことなく総合優勝を遂げた。これは同レースでのイタリア人選手の初優勝である。1925年にも総合優勝を挙げたが、1926年には完走することができなかった。1925年の優勝を最後にボテッキアは自転車競技で記録を残すことはなかった。
ボテッキアは1920年代において最も優秀な成績を上げたイタリア人選手の1人であったが、人気はその実力に見合わないものである。これには様々な理由が挙げられる。まず、フランスのチームと契約するなどフランスで最も活躍したことがある。次に彼の記録はアルフレッド・ビンダ (Alfredo Binda) やコスタンテ・ジラルデンゴ (Costante Girardengo) といった後のイタリア人選手の活躍の陰に隠れてしまった。最後に、彼は広く知られた社会主義者だったことがある。1920年代の初期にはイタリアではすでにファシスト党の支持が広がっており、社会主義は批判的に見られていた。
1927年6月、ボテッキアはオゾッポという町へ向かう道路で頭蓋骨を骨折した状態で発見され病院に運び込まれたが、何があったのか証言することなく死亡した。彼の主義は広く知られていたため、当時はファシスト支持者によって殺害されたのではないかと噂されていた。死後数十年が経過した後、その道沿いの農民が、ボテッキアがブドウを畑からとっているのを見たため、石を投げつけ、それが不運にも頭に当たったためであることが、農民本人の証言で明らかになった。